# Све што сам желела
Све што сам желела (енгл. The Life List) америчка је романтична комедија из 2025. Режију и сценарио потписује Адам Брукс, по истоименом роману Лори Нелсон Спилман. Глумачку поставу предводи Софија Карсон. Филм је 26. марта 2025. приказао Netflix.

## Радња
Кад је мајка пошаље на задатак да оствари списак жеља из детињства, девојка открије породичне тајне, пронађе љубав и поново открије саму себе.

## Улоге
| Глумац                | Улога            |
| --------------------- | ---------------- |
| Софија Карсон         | Алекс            |
| Кајл Ален             | Бред             |
| Себастијан де Соуза   | Гарет            |
| Кони Бритон           | Елизабет         |
| Хосе Зуњига           | Самјуел          |
| Жорди Мола            | Џони             |
| Дарио Ландани Санчез  | Лукас            |
| Федерико Родригез     | Џулијан          |
| Меријен Рендон        | Зои              |
| Мајкл Роуланд         | Фин              |
| Челси Фрај            | Меган            |
| Рејчел Цајгер Хаг     | Кетрин           |
| Лука Падован          | Езра             |
| Марија Јунг           | Нина             |
| Донета Лавинија Грајс | госпођа Хауард   |
| Џонатан Липник        | господин Саливан |
| Бен Ворхајт           | Џексон           |
| Мери Џој              | Сали Вајман      |
| Шенон Барнс           | Нил              |
| Патрик Јуинг          | Патрик Јуинг     |